# Das graue Männchen
Das graue Männchen ist ein Märchen (AaTh). Es steht in Johann Wilhelm Wolfs Deutsche Hausmärchen an Stelle 38.

## Inhalt
Ein reicher Bauer verarmt, er hat ja keine Kinder. Ein graues Männchen im Wald gibt ihm mehr Reichtum denn je gegen das, was er daheim habe. Seine Frau ist nämlich schwanger. Er darf dem Sohn nichts befehlen, mit sechs kriegt er ein Gewehr, mit zwölf muss er ihn ins Holz bringen. Das Männchen ist nicht da, so geht der Bub weg. Als Knecht taugt er nicht. Als Schäfer rät ihm eine Frau, nicht da zu weiden, wo der Bär ist. Er geht grade da hin, erschießt den Bären, da ist es eine weiße Dame, die er erlöst hat und die ihm drei Wünsche gewährt. Er will das Himmelreich, endlos Geld und sie zur Frau. Statt des Letzteren erhält er, dass er sich in alles verwandeln kann. Der König bietet seine Tochter dem, der sie neben ihren zwei gleichen Schwestern erkennt. Der Bub besucht die Töchter beim Essen als goldenes Vögelchen. Die Jüngste fängt ihn, hängt sich den Vogelkäfig ins Schlafzimmer. Nachts steht er als Mann da. Zweimal schreit sie, alle kommen, doch der Vogel ist wieder im Käfig, der König zürnt. Sie traut sich nicht mehr einzuschlafen, sieht ihn wieder herauskommen, er hält ihr den Mund zu. Sie verspricht, dass ihr Taschentuch herausschauen wird. So erkennt er sie und wird König. Beim Jagen lockt eine weiße Hirschkuh ihn an einen Teich, das Männchen zieht ihn hinein. Ein Zauberer besticht das Männchen mit einer Uhr und einem Spiegel, den König zu zeigen. Er fliegt als Vogel heim.

## Herkunft
Der Titel Das graue Männchen ist bei Wolf mit einem Sternchen (*) versehen, was laut seiner Vorrede anzeigt, dass Wilhelm von Ploennies den Text ausarbeitete. Den Teufelspakt des grauen Männchens sowie die Warnung vor der Weide beim Unhold hat auch Wolfs Der Fischerssohn, der Rappe und der Schimmel bzw. auch Das treue Füllchen, die Schlafzimmerszene Der goldene Hirsch, Der Metzgergesell. Die Handlung ähnelt erst Die eisernen Stiefel oder Grimms Der König vom goldenen Berg, am Ende Die Nixe im Teich, Jahns Der Kaufmann und die Seejungfrau.